# Софиянский, Стефан
Сте́фан Анто́нов София́нский (болг. Стефан Антонов Софиянски; род. 7 ноября 1951, София, Болгария) — болгарский государственный и общественный деятель.

## Биография
Стефан Антонов Софиянский родился 7 ноября 1951 года Софии в семье Антона Ангелова Софиянского и Елены Бояджиевой Софиянской. Сестра — Мария.
В 1971 году окончил Высший экономический институт имени К. Маркса Софии по специальности «статистика». Долгое время работал специалистом по вычислительной технике в сфере строительства и строительной промышленности.
После падения в Болгарии социалистической системы активно занялся политической деятельностью. В первом кабинете страны без участия коммунистов, сформированном «Союзом демократических сил», возглавляемом Филипом Димитровым, и в следующем кабинете Любена Берова занимал в 1991—1993 годах пост председателя Комитета почты и связи.
В 1993 году стал заместителем председателя «Союза демократических сил». В 1995 году впервые был избран на пост кмета общины Столична (мэра Софии), и впоследствии успешно переизбирался на этот пост в 1999 и 2003 годах. Во время серьезного внутриполитического кризиса, охватившего страну в конце 1996 — начале 1997 года Стефан Софиянский сыграл немаловажную роль в процессе стабилизации обстановки. По поручению президента страны он с 12 февраля по 21 мая возглавлял временное правительство страны, созданное на период проведения досрочных парламентских выборов.
В 2001 году покинул «Союз демократических сил» и основал собственную партию «Союз свободных демократов». В 2004 году против Стефана Софиянского было начато расследование по обвинению в коррупции. В частности, он подозревался в выдаче разрешений на покупку земельных участков под строительство различных объектов по цене в сотни раз ниже рыночной. Стефан Софиянский был временно отстранён от обязанностей кмета на период проведения следственных действий, но позже вновь занял свой пост. В 2005 году партия Софиянского в коалиции с рядом других мелких политических сил составила блок Болгарский народный союз, который провёл в парламент страны 13 депутатов. Стефан Софиянский покинул пост мэра столицы и перешёл на работу в парламент. Уход Софиянского с поста кмета позволил начать серьёзную политическую карьеру нынешнему премьер-министру Болгарии Бойко Борисову, который победил в 2005 году на состоявшихся тогда досрочных выборах кмета столичного региона.
В 2007 году он покинул пост лидера партии. На парламентских выборах 2009 года партия Софиянского не смогла достичь успеха.